# Janicza Bravo
Pour les articles homonymes, voir Bravo.
Janicza Michelle Bravo Ford, née le 25 février 1981 à New York (États-Unis), est une réalisatrice, scénariste et photographe américaine.

## Filmographie partielle
- 2021 : Zola